# مقاطعة كراوفورد (إلينوي)
مقاطعة كراوفورد (بالإنجليزية: Crawford County)‏ هي إحدى المقاطعات في ولاية إلينوي في الولايات المتحدة الأمريكية.

## معرض صور

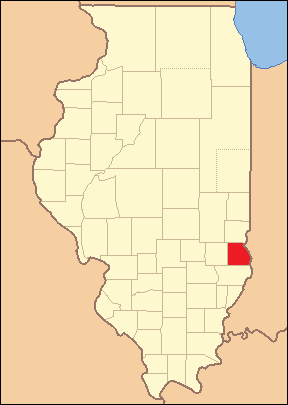
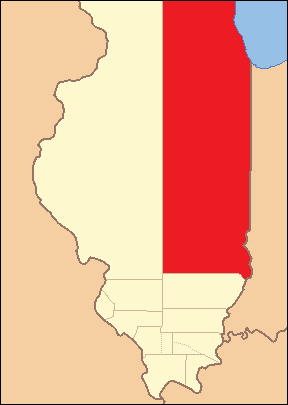
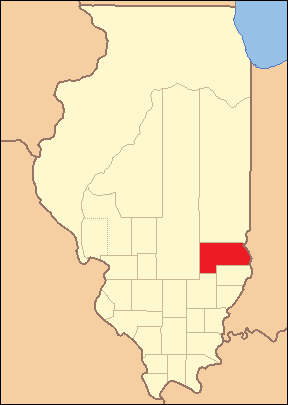
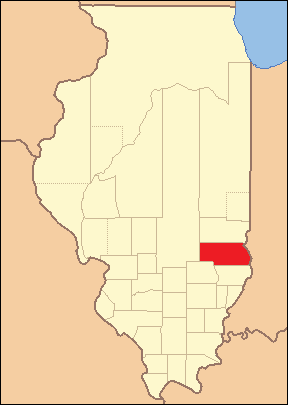
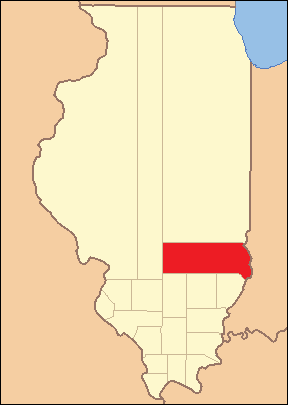